# An Indian's Loyalty
Pour plus de détails, voir Fiche technique et Distribution.
An Indian's Loyalty est un court métrage américain de type western réalisé par Christy Cabanne, sorti en 1913.

## Fiche technique
- Réalisation : Christy Cabanne  (ou Frank Powell)[1]
- Scénario : Fred Burns
- Photographie : G. W. Bitzer
- Distributeur : General Film Company
- Durée : 17 minutes
- Date de sortie : 16 août 1913

## Distribution
- Frank Opperman : le Ranchero
- Lillian Gish : la fille du ranchero
- Edward Dillon : The Young Foreman
- Eagle Eye : l'Indien
- Fred Burns : The Ranch Hand
- Lionel Barrymore : l'acquéreur du château
- William A. Carroll : The Accomplice
- Dark Cloud : un Indien[2]